# Jetřichov
Jetřichov (deutsch Dittersbach) ist eine Gemeinde in Tschechien. Sie liegt sechs Kilometer nordwestlich von Broumov und gehört dem Okres Náchod an.

## Geographie
Das Waldhufendorf erstreckt sich über vier Kilometer entlang des Baches Jetřichovský potok (Dittersbach) im Braunauer Bergland am nördlichen Fuße des Falkengebirges in einem rechten Seitental des Flusses Steine. Östlich erhebt sich der Šance (Schanzenberg, 493 m) und im Süden der Honský Špičák (Spitzberg, 652 m). Nördlich des Dorfes verläuft im Steinetal die Eisenbahn zwischen Meziměstí und Broumov. Die Bahnstation Ruprechtice befindet sich bereits auf den Fluren des gleichnamigen, auf der gegenüberliegenden Talseite gelegenen Dorfes Ruprechtice, das mit Jetřichov von Nord nach Süd eine geschlossene Besiedlung beiderseits der Steine bildet. Im Westen verläuft in einem Kilometer Entfernung vom Ort die Eisenbahn Náchod – Meziměstí, dort liegt die Bahnstation Březová u Broumova.
Nachbarorte sind Ruprechtice im Norden, Hynčice im Nordosten, Hejtmánkovice im Osten, Červený Dvůr, Broumov und Křinice im Südosten, Amerika und Hony im Süden, Lachov und Bohdašín im Südwesten, Březová und Vernéřovice im Westen sowie Meziměstí im Nordwesten.

## Geschichte
Im Zuge der Urbarmachung des Gebietes durch das Kloster Břevnov wurde der Ort nach 1255 durch Kolonisten entlang des Zuflusses der Steine angelegt. Die erste urkundliche Erwähnung des nach seinem Lokator als Dieterspach benannten Dorfes erfolgte im Jahre 1395. Dittersbach war eines der zum Stift Broumov gehörigen Dörfer. Seine Bewohner lebten von der Landwirtschaft.
Nach der Aufhebung der Patrimonialherrschaften bildete Dittersbach ab 1849 mit den Ortsteilen Heinzendorf und Birkicht sowie den Weilern Semmering und Alpendörfel eine Gemeinde im Gerichtsbezirk Braunau. Heinzendorf und Birkicht lösten sich 1868 los, im selben Jahre wurde die Gemeinde dem Bezirk Braunau zugeordnet. Nach der Aufnahme des Eisenbahnverkehrs zwischen Chotzen und Halbstadt im Jahre 1875 wurde entlang der Steine im selben Jahr die Eisenbahn von Halbstadt nach Braunau angelegt. Dies führte zur Ansiedlung von Betrieben im Dittersbacher Grund an der Steine. Auf den nördlichen Fluren entstanden eine Flachsspinnerei, Appretur und Bleiche, hinzu kamen noch eine Mühle und ein Vorwerk.
1879 wurde die Bleiche durch die Firma Anselm Heinzel zu einer Färberei umgebaut, die zu Beginn des 20. Jahrhunderts die größte der k.u.k. Monarchie war. Zu dieser Zeit hatte auch die Spinnerei ihre Produktion auf baumwollene Stoffe umgestellt. 1885 hatte Dittersbach 1181 Einwohner, 1913 waren es 1503. Südlich des Dorfes wurden Sandgruben betrieben. Nach dem Münchner Abkommen 1938 wurde Dittersbach, das überwiegend deutsch besiedelt war, dem Deutschen Reich zugeschlagen und gehörte bis 1945 zum Landkreis Braunau. In den Jahren 1945 und 1946 erfolgte die Vertreibung der deutschen Bewohner. 1961 wurde der Okres Broumov aufgelöst und Jetřichov dem Okres Náchod zugeordnet. Am 1. Juli 1985 wurde das Dorf nach Meziměstí eingemeindet; seit dem 1. September 1990 besteht die Gemeinde Jetřichov wieder. Die Färberei ist heute Teil des Unternehmens Barum Continental a.s.

## Gemeindegliederung
Für die Gemeinde Jetřichov sind keine Ortsteile ausgewiesen. Zu Jetřichov gehören die Ortslagen Bělidlo (Bleiche) und Lesní Domky (Buschhäuser).

## Sehenswürdigkeiten
- Villa Anselm Heinzel, heute Gemeindeamt, Kindergarten und Grundschule
- im Nordosten von Jetřichov befinden sich die Reste der Laudon-Kapelle, die zur Erinnerung an General Laudon errichtet worden war.

## Persönlichkeiten
- Otmar Schär (* 1920 in Jetřichov; † 1977 in Heilbronn), Architekt